# Whytockia
Whytockia, rod Gesnerijevki iz podtribusa Monophyllaeinae dio tribusa Epithemateae Sastoji se od 10 vrsta monokarpičnog višegodišnjeg bilja rasprostranjenog po Kini, Tajvanu i sjeveroistočnoj Indiji

## Etimologija
Rod je imenovan u čast Jamesa Whytocka, istaknutog škotskog šumara i hortikulturiste, te predsjednika Kraljevskog društva Edinburgha.

## Opis
Višegodišnje monokarpno zeljasto bilje. Baza stabljike polegla ili puzeća, ukorijenjena iz čvorova, cvjetna stabljika uzdižuća ili uspravna; rijetko razgranata. Listovi tanki opnasti, dlakavi, s raštrkanim, sjedećim kredastim žlijezdama na donjoj strani, sjedeći ili veliki listovi s kratkom peteljkom, jajoliki, jako nejednaki pri dnu, vrh zašiljen, rub nazubljen. Vjenčić bijel ili ružičast do svijetloljubičastopurpuran, dvostruk, režnjevi zaobljeni. Prašnika 4, dvostruki, umetnuti u bazu vjenčića; niti u gornjem dijelu dlakave; prašnici koherentni, teke razdvojene. Ovarij jajolik, gol, cijelom ili većim dijelom bilokularan; stigma blago glavičasta ili dvousna. Čahura s 2 zaliska ili se otvara nepravilno. Broj kromosoma: 2n = 18. 

## Vrste
1. Whytockia arunachalensis Taram, D.Borah & Tag
2. Whytockia bijieensis Yin Z.Wang & Z.Yu Li
3. Whytockia chiritiflora (Oliv.) W.W.Sm.;  tipična
4. Whytockia gongshanensis Yin Z.Wang & H.Li
5. Whytockia hekouensis Yin Z.Wang
6. Whytockia minxiensis B.J.Ye & S.P.Chen
7. Whytockia purpurascens Yin Z.Wang
8. Whytockia sasakii (Hayata) B.L.Burtt
9. Whytockia tsiangiana (Hand.-Mazz.) A.Weber
10. Whytockia wilsonii (A.Weber) Yin Z.Wang